# Rafael Luiz Fantin
Rafael Luiz Fantin  (Bento Gonçalves, 17 de março de 1978) é voleibolista indoor brasileiro  com  passagens em clubes do voleibol nacional e italiano, também medalhista de ouro no Mundial Infanto-Juvenil  atuando pela seleção brasileira.

## Carreira
Dentinho  queria trilhar  na carreira de jogador de futebol, chegando atuar  como meio de campo em um time sem expressão da sua cidade , mas não tinha muito talento, espelhava-se  no  pai, Luiz Antônio, ex-goleiro.O retorno financeiro fez com que Dentinho  optasse pelo voleibol, investindo assim nesta modalidade, pois, percebeu que tal esporte daria condições de manter-se sozinho, em seu primeiro ordenado ratificou que  esta seria sua profissão. Este primeiro salário  recebeu quando estava  no Bento Vôlei , onde  nas categorias de base inicia sua trajetória no cenário do vôlei  em 1991 na cidade de Bento Gonçalves.
Foi convocada para seleção brasileira em 1993 para representar o país na categoria infanto-juvenil em tal oportunidade para disputar o Mundial da categoria, competição realizada na Turquia e conquistou o ouro desta edição.
Defendendo o Bento Vôlei obteve o título do  Campeonato Gaúcho edição de 1997 e neste clube  permaneceu de 1998 a 2001.. Deixou seu Estado em 2001 rumo a São Paulo onde atuaria pelo Ecus/Suzano  na temporada 2001-02, sagrando-se campeão do Grand Prix Brasil de 2001 e neste mesmo ano da Copa Brasil . Na temporada seguinte é contratado  pela Ulbra/Canoas, regressando ao Rio Grande do Sul, sagrando-se em 2002 campeão gaúcho e bicampeão do Grand Prix Brasil
Pela Ulbra disputou a Superliga Brasileira A 2002-03 quando foi um dos principais jogadoras na conquista do título desta edição e em 2003 sagra-se tricampeão gaúcho, campeão da Copa Mercosul  e campeão paulista, neste último título houve a parceria da Ulbra com o clube SPFC, resultando no time com nome Ulbra/ Ferraz/SPFC. e foi vice-campeão da Superliga Brasileira A 2003-04
Em 2004 protagonizou um episódio juntamente com seu procurador Joca Zappoli, após sair da Ulbra, assinou um pré-contrato com a Unisul/Nexxera e atuava amparado neste, sua personalidade forte agradava o clube e seu perfil tático e técnico era benquisto pela comissão técnica, foi campeão catarinense chegando a participar dos amistosos preparatórios e foi com o grupo para o Sul-Americano e amistosos disputados na Argentina, e quando disputava a Supercopa Mercosul em Bento Gonçalves, recebeu uma proposta do treinador do Wizard/Suzano, Ricardo Navajas, recusando-a e garantindo sua permanência na Unisul .Mas as vésperas da estreia na Superliga, Dentinho diante do grupo anunciou que não continuaria na equipe  e Joca Zappoli acusou a equipe catarinense de ser a única culpada, pois, não havia  um documento oficial e o atleta desconhecia sobre multa rescisória, prêmios, tempo de duração do seu vínculo, etc.
Aceitou  a proposta do  Wizard/ Suzano e defendeu as cores deste nas competições da temporada  e foi quarto lugar na  edição da Superliga Brasileira A 2004-05..Em 2005 passa atuar na equipe Telemig/Minas, representando a equipe do Pinheiros no Campeonato Paulista de 2005, sagrando-se campeão desta competição e também  disputou e conquistou o Campeonato Mineiro no mesmo ano, além do bicampeonato na Copa Mercosul, chegou a final da Superliga Brasileira A 2005-06, terminando com o vice-campeonato
Em 2006 o técnico José Roberto Guimarães solicita a contratação de Dentinho para reforçar  a Unisul/Nexxera após ter sido um dos destaques na temporada passada e atingiu a marca dos 499 pontos , destes 355 de ataque, 40 de bloqueio e 24 de saque, eleito o melhor atacante..Dentinho foi convocado em 2006 para Seleção Brasileira de Novos e disputou amistosos pela  Europa
Dentinho  transferiu-se  para o voleibol italiano  e defendeu as cores do Tonno Callipo Vibo Valentia onde disputou a Liga A1 Italiana edição 2006-07 e sua equipe não realizou uma boa campanha terminando na décima terceira posição, tendo que disputar a série A2 na temporada seguinte onde conquistou o título do Liga A2 Italiana, retornando a série A1 e o vice-campeonato da Copa da Itália A2.
Continuou no voleibol italiano pela equipe Framasil Pineto e terminou apenas na décima segunda colocação da Liga A1 Italiana edição 2008-09..Na temporada 2009-10 defendeu outra equipe italiana a Lube Banca Marche Macerata que ficou na quinta posição na fase de classificação sucumbindo na semifinal, foi vice-campeão da Supercopa Italiana TIM, chegou apenas as quartas de final da Copa Tália- Tim Cup A1, se classificou paras as finais da Liga dos Campeões  depois de se classificar como primeiro do grupo C, mas sofreu eliminação nos playoffs 12.Em 4 de fevereiro de 2010 deixa o voleibol italiano
Após três  anos na Itália Dentinho retorna ao Brasil para jogar na equipe do Vôlei Futuro/Araçatuba. onde conquistou o título dos Jogos Abertos do Interior e dos  Jogos Regionais de São Paulo, o título paulista de 2010,  e disputou a Superliga Brasileira A 2010-11 chegando as finais e terminando na terceira colocação.Na temporada seguinte renovou contrato com a equipe de Araçatuba por mais uma temporada, terminando na terceira posição do Campeonato Paulista e novamente chega as finais e conquista o vice-campeonato da Superliga Brasileira A 2011-12 Na temporada 2012-13 passou a defender a equipe APAV/Kappersberg/Canoas.Sagrou-se campeão gaúcho em 2012 e eleito melhor jogador da competição
Dentinho, formado nas categorias de base do Bento Vôlei retorna ao clube, decidiu rejeitar propostas de clubes nacionais e estrangeiras para atuar como jogador. Desta vez Dentinho reforçará  o trabalho da nova diretoria, desempenhando o cargo de Coordenador Geral do Bento Vôlei , cuja meta será propagar o voleibol e o processo de ensino do clube, bastante difundidos na cidade,  voltado  as crianças e adolescentes através do projeto social.Sua meta pessoal é levar o Bento Vôlei de volta à Superliga, além de deixar claro que atuará inicialmente na  parte administrativa do clube e não significando  sua aposentadoria como atleta, pois, declarou que não descuidará da  parte física e a vinda de um patrocinador que proporcione um trabalho de qualidade para disputar a Superliga B de 2014,  pretende contribuir  também dentro de  quadra.
A diretoria conseguiu novos patrocinadores e anunciaram a participação da Superliga B 2014 e atualmente disputa as finais do campeonato gaúcho.Dentinho é casado com Aline Ambrosi, também de Bento Gonçalves, tem dois filhos e na cidade da Região Metropolitana de Porto Alegre, também cursou a faculdade de Educação Física na ULBRA e na Unilasalle. Os resultados e conquistas alcançados por Dentinho deve-se  a aposta  do professor Clemente Mieznikowski e sua equipe de trabalho

## Clubes
| Clube                       | País   | De   | Até  |
| Bento Vôlei                 | Brasil | 1998 | 2001 |
| Ecus/Suzano                 | Brasil | 2001 | 2002 |
| Ulbra                       | Brasil | 2002 | 2004 |
| Unisul                      | Brasil | 2004 | 2004 |
| Wizard/ Suzano              | Brasil | 2004 | 2005 |
| Telemig/Minas               | Brasil | 2005 | 2006 |
| Unisul/Nexxera              | Brasil | 2006 | 2006 |
| Tonno Callipo Vibo Valentia | Itália | 2006 | 2008 |
| Framasil Pineto             | Itália | 2008 | 2009 |
| Lube Banca Marche Macerata  | Itália | 2009 | 2010 |
| Vôlei Futuro/Araçatuba      | Brasil | 2010 | 2012 |
| APAV/Kappersberg/Canoas     | Brasil | 2012 | 2013 |
| Bento Vôlei                 | Brasil | 2013 | 2014 |

## Títulos e Resultados
- 1997- Campeão do Campeonato Gaúcho [3]
- 2001- Campeão da Copa Brasil[4]
- 2001- Campeão do Grand Prix Brasil[3]
- 2002- Campeão do Grand Prix Brasil[3]
- 2002- Campeão do Campeonato Gaúcho [5]
- 2002-03- Campeão da Superliga Brasileira A [4]
- 2003- Campeão da Copa Mercosul [4]
- 2003- Campeão do Campeonato Paulista [3]
- 2003- Campeão do Campeonato Gaúcho [5]
- 2003-04- Vice-campeão da Superliga Brasileira A[5]
- 2004-Campeão do Campeonato Catarinense[3]
- 2005- Campeão da Copa Mercosul [4]
- 2005- Campeão do Campeonato Paulista [3]
- 2005- Campeão do Campeonato Mineiro[3]
- 2006-07- 13.º Lugar da Liga A1 Italiana[9]
- 2007-08- Campeão da Liga A2 Italiana[9]
- 2007-08- Vice-campeão da Copa da Itália A2 [9]
- 2008-09- 12.º Lugar da Liga A1 Italiana[10]
- 2009-10- 5.º Lugar da Liga A1 Italiana[11]
- 2009-10- Vice-campeão da Supercopa Italiana[11]
- 2010- Campeão do Campeonato Paulista[4]
- 2010- Campeão do Jogos Abertos de São Paulo [4]
- 2010- Campeão do  Jogos Regionais de São Paulo [4]
- 2010-11- 3.º Lugar da Superliga Brasileira A[4]
- 2011- 3.º Lugar da Campeonato Paulista
- 2011-12- Vice-campeão da Superliga Brasileira A
- 2019 - campeão do campeonato brasileiro master de Saquarema cat 35+

## Premiações Individuais
- Melhor Atacante da  Superliga Brasileira A  de 2005-06[7]
- MVP do Campeonato Gaúcho  de 2012[16]